# La cucaracha (papillon)
Pour les articles homonymes, voir La cucaracha (homonymie).
Espèce
La cucaracha est une espèce de lépidoptères (papillons) de la famille des Crambidae et du genre La. On la trouve en Bolivie. 
Cette espèce est principalement connue pour l'hommage parfait à La cucaracha qu'est son nom scientifique.